# 日本女性心身医学会
一般社団法人日本女性心身医学会（にほんじょせいしんしんいがくかい、英文名：Japanese Society of Psychosomatic Obstetrics and Gynaecology、略称：JSPOG）は、女性の心身相関に関する研究の進歩・向上を図り女性の心身の健康と福祉に貢献することを目的として1972年に発足した産婦人科医有志を中心とする「日本産婦人科心身医学研究会」を受け継ぎ、産婦人科医以外のヘルスプロフェッショナル、あるいは心理や教育関係者など、女性の心身医学に興味を持つ者に幅広く参加してもらう趣旨から1997年に設立された学術団体。
産婦人科、心療内科、精神科などの医師をはじめ、薬剤師、看護師、助産師、心理療法士など多彩な参加者から成る。
事務局を東京都千代田区毎日学術フォーラム内に置いている。　

## 機関誌
- 『女性心身医学』[2] 年3回

## 関連団体
- ISPOG(International Society of Psychosomatic Obstetrics and Gynaecology)
- 日本産科婦人科学会
- 日本産婦人科医会
- 日本心身医学会
- 日本更年期医学会
- Healthy Aging Projects for Women (HAP)
- 一般診療科におけるうつ病の予防と治療のための委員会（JCPTD委員会）
- 日本心理医療諸学会連合（UPM）
- 日本ウーマンズヘルス学会